# 6532-es mellékút (Magyarország)
A 6532-es számú mellékút egy több mint huszonnyolc kilométer hosszú, négy számjegyű mellékút Tolna vármegye déli részén; Hőgyészt és Dombóvárt, a 61-es és 65-ös főutakat köti össze, az útjába eső kisebb települések feltárásával.

## Nyomvonala
A 65-ös főútból ágazik ki, annak 26+550-es kilométerszelvénye közelében, Hőgyész központjában. Még hőgyészi területen kiágazik belőle a 65 157-es út, amely Mucsi központjába vezet, érintve Dúzs területének délkeleti szélét is.
A folytatásban Dúzs központján halad keresztül; a Budapest–Pécs-vasútvonal Dúzs megállóhelye erről az útról érhető el egy észak felé leágazó önkormányzati úton.
A következő települése Csibrák, melynek ugyancsak a központjában halad el, az előbbihez hasonló módon érintve Csibrák megállóhely térségét is.
Hamarosan Kurd településre ér, ahol szintben keresztezi a vasútvonalat és áthalad a falu központján; Kurd vasútállomás a Kapos keleti partján található, az útból oda a 65 355-ös út ágazik ki. Itt torkollik be az útba a 6538-as út, Bonyhád-Majos felől, 27,6 kilométer megtétele után és itt ágazik ki az útból a több mint 9,5 kilométer hosszú 65 158-as út is, Gyulaj felé.
A következő település Döbrököz; e településnek csak a központja északi szélén halad el, a központon a 65 159-es út vezet keresztül, és ez vezet át a Kapos keleti partján fekvő településrészre is; az út végétől a 65 356-os út folytatódik Döbrököz vasútállomásra.
Ezt követően már Dombóvárra ér; előbb Szarvasd városrész mellett halad el, attól délre, majd Gunarasfürdő északi szélén.
A 61-es főútba torkollva ér véget, annak 89+800-as kilométerszelvénye közelében, a város központjától északra fekvő Tüske városrészben.
Teljes hossza, az országos közutak térképes nyilvántartását szolgáló kira.gov.hu adatbázisa szerint 28,128 kilométer.

## Települések az út mentén
- Hőgyész
- Dúzs
- Csibrák
- Kurd
- Döbrököz
- Dombóvár